# Sobornost
Sobornost (Definição em Russo: Comunidade espiritual de pessoas que vivem juntas)
 O termo foi cunhado pelos eslavófilos Ivan Kireesvsky e Aleksey Khomayakov para reforçarem a necessidade de cooperação entre as pessoas, visando combater o individualismo e levando em conta que os grupos em oposição foquem em suas relações, apesar das diferenças, naquilo que possuem de comum.
Tornou-se uma noção de unidade toda abrangente bastante implícita no pensamento religioso e filosófico da Era de Prata russa, tendo sido desenvolvida principalmente por Vladimir Soloviov e depois por Nikolai Losski.